# Acid nonanoic
Acidul nonanoic, de asemenea cunoscut și ca acid pelargonic, este un acid organic compus dintr-o catenă formată din nouă atomi de carbon, cu o grupă carboxil la unul dintre capete, cu formula structurală CH3(CH2)7COOH. Esterii acidului nonanoic se numesc nonanoați. Este un lichid clar, uleios cu un miros neplăcut, rânced. Este aproape insolubil în apă, dar ușor solubil în cloroform, eter și hexan.